# Шартр, Гильом де
Гильо́м де Шартр (фр. Guillaume de Chartres, Guillielmus de Carnoto, Willelmus de Carnoto; ок. 1178—1219) — великий магистр ордена тамплиеров в 1210—1219 годах.

## Биография
Жизнь Гильома де Шартра до его избрания великим магистром ордена тамплиеров в 1210 году плохо изучена, и по поводу его происхождения существует множество предположений.
В 1902 году Шарль Метей в работе «Тамплиеры в Эр-и-Луар» попытался определить, кем являлся Гильом де Шартр. В этой книге он приводит документ, написанный Робером де Шартром, синьором Вера, в котором упоминаются двое неких Гильомов из Шартра. Под этим именем он обозначает и своего брата-тамплиера, и своего дядю. Таким образом, Гильом де Шартр — брат Робера, вступивший в Орден Храма около 1191—1192 годов.
Некоторые авторы XIX века считали Гильома сыном Милона IV, графа де Бар, и его жены Элисенды. Другие отождествляли его с Гильомом де Феррьер, виконтом Шартрским, но эта гипотеза давно опровергнута. Связь между Гильомом де Феррьером и тамплиерами действительно существовала, о чём свидетельствует документ, составленный в 1204 году, когда он отправился из Сен-Жан де-Акр в Константинополь и в пути заболел. В этом документе делается ссылка на два его пожертвования Ордену Храма, но ничего имеющего отношения к его вступлению в Орден в документе не содержится.

### Великий магистр ордена тамплиеров
Гильом был избран великим магистров тамплиеров в 1210 году после смерти Филиппа де Плессье.
Вскоре после этого он принял участие в коронации в качестве короля Иерусалима Иоанна де Бриенна (при поддержке Филиппа Августа). Положение христианских правителей в Палестине становилось все более шатким, и папа Римский Иннокентий III вновь призвал правителей Запада организовать крестовый поход.
В 1211 году тамплиеры попытались расширить подконтрольную территорию за счет крепостей, принадлежваших царю Киликийской Армении Левону II. Гильом с отрядом попал в засаду и был ранен, а занятую крепость Порт-Боннель пришлось оставить. Этот кризис пошёл на убыль только в 1216 году. Рядом с Хайфой в Палестине тамплиеры построили замок Пилигрим — внушительную крепость, не раз впоследствии отражавшую атаки мусульман.
За пределами Леванта тамплиеры де Шартра продолжали участвовать в Реконкисте. В 1212 году в битве при Лас-Навас-де-Толоса их роль была скромной, однако к бою погиб глава кастильского подразделения ордена. В Португалии тамплиеры участвовали в завоевании Алкасер-ду-Сал в 1217 году.
Гильом де Шартр принял участие в Пятом крестовом походе, однако споры между его лидерами привела к провалу осады Дамьетты (1218) и всего похода. По одной версии, Гильом был ранен в ходе осады и отошёл от дел. По другой — его жизнь в августе 1219 года унесла эпидемия чумы.